# Westland Lynx
Il Westland Lynx è un elicottero utility biturbina con rotore a quattro pale, progettato alla fine degli anni sessanta e costruito dalla Westland Helicopters nel suo stabilimento di Yeovil. In origine pensato per impiego sia civile che navale, l'interesse da parte dei militari ha portato allo sviluppo di versioni per il combattimento terrestre e per le marine militari, che sono diventate operative nel 1977 e successivamente sono state adottate dalle forze armate di oltre una dozzina di nazioni, dove viene impiegato nei ruoli elicottero utility, anticarro, ricerca e salvataggio e anti-sottomarino. Nel 1986, un Lynx appositamente modificato, ottenne il record ufficiale di velocità per elicotteri (Sub-class E-1), omologato dalla Fédération Aéronautique Internationale. Il modello è attualmente prodotto e commercializzato da Leonardo (in precedenza dall'AgustaWestland poi confluita in Finmeccanica che ha cambiato nome in Leonardo in modo definitivo dal 2017).

## Sviluppo
Il progetto iniziale, allora noto come Westland WG.13, fu impostato nella metà degli anni sessanta, come successore del Westland Scout e del Wasp, nell'ottica di fornire una alternativa più avanzata dell'UH-1 Iroquois. Nel febbraio 1967, fu siglato un accordo anglo-francese per la produzione di elicotteri e la francese Aérospatiale venne coinvolta nel programma. Ai francesi sarebbe toccato il 30% della produzione e alla Westland la rimanente parte. L'accordo complessivo prevedeva che la Francia avrebbe comprato i Lynx per la sua marina militare e la versione da ricognizione armata per il proprio esercito, mentre il Regno Unito avrebbe comprato in cambio gli Aérospatiale Gazelle e i Puma per le proprie forze armate. L'Armée de terre cancellò il suo requisito per il Lynx nell'ottobre 1969.
Il progetto originale del Lynx, era motorizzato con due turboalbero Rolls-Royce Gem 2 e utilizzava molti componenti derivati dallo Scout e dal Wasp. Il rotore era invece di nuova progettazione ed era di tipo semirigido con pale in materiale composito con struttura a nido d'ape. Il primo prototipo di Lynx effettuò il suo volo inaugurale il 21 marzo 1971.

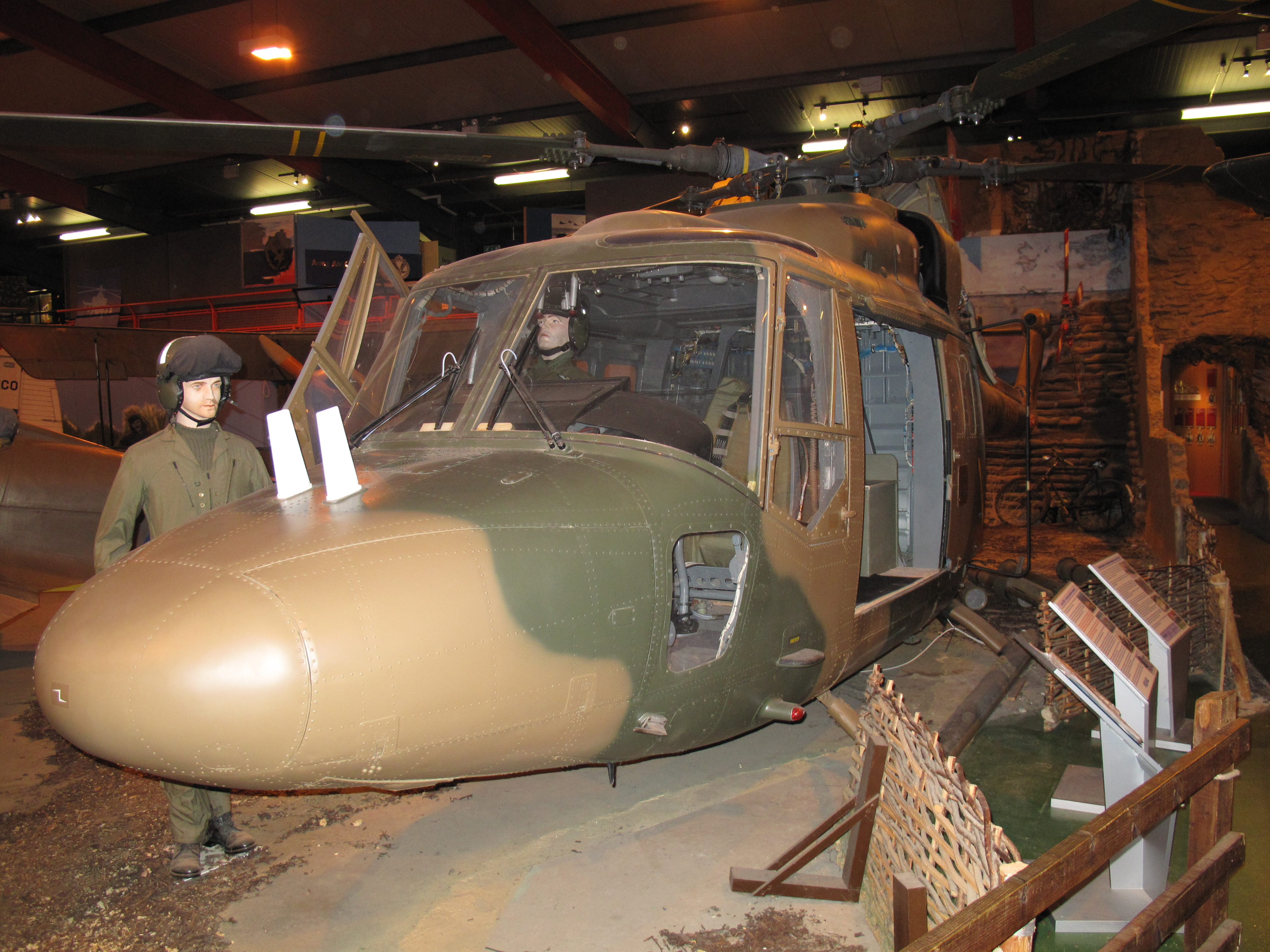
L'XX153 che ottenne il record di velocità per elicotteri nel 1972.

Oltre 100 Lynx furono ordinati dal British Army e denominati Lynx AH.1 (Army Helicopter Mark 1) per l'impiego in differenti ruoli, quali trasporto, scorta armata, elicottero anticarro (armato con 8 missili TOW), ricognizione ed evacuazione medica. L'esercito britannico installò un sistema AFCS Marconi Elliot per la stabilizzazione automatica sui tre assi (autopilota). Le consegne iniziarono nel 1977.
Una versione potenziata del Lynx AH.1 con i motori Gem 41-1 o Gem 42 e trasmissione compatibile, venne denominata Lynx AH.5; solo cinque modelli vennero costruiti per eseguire valutazioni. L'AH.5 portò alla versione Lynx AH.7, che aggiunse un nuovo rotore di coda derivato da quello del Westland 30, una struttura rinforzata, avionica migliorata e sistemi di autodifesa. Questi elicotteri furono ulteriormente aggiornati durante il loro servizio, ricevendo tra l'altro le pale derivate dal British Experimental Rotor Programme (BERP).
La variante iniziale navale del Lynx, nota come Lynx HAS.2 per i britannici, o Lynx Mk.2(FN) per la Marine nationale francese, differiva dal Lynx AH.1 in quanto dotata di carrello triciclo, sistemi di ancoraggio per i ponti delle navi, rotore principale ripiegabile, un sistema di galleggianti di emergenza e un radar installato nel naso. Venne realizzata una versione potenziata del Lynx per la Royal Navy, il Lynx HAS.3, dotata di motori Gem 42-1 Mark 204, trasmissione adeguata in potenza, un nuovo sistema di galleggianti e il sistema electronic support measures (ESM) "Orange Crop". Anche il Lynx HAS.3 fu aggiornato nel corso della vita operativa. Un simile piano di aggiornamenti per la versione navale francese fu denominato Lynx Mk.4(FN). Sul Lynx HAS.2 e HAS.3 furono basate molteplici versioni poi destinate all'esportazione verso altre forze aeree.
Nel 1986, l'ex dimostratore utilizzato dalla Westland e registrato con le marche G-LYNX, fu specificamente modificato con i motori Gem 60 engines e le pale derivate dal progetto BERP. L'11 agosto 1986, l'elicottero pilotato da Trevor Egginton ottenne i record assoluti di velocità per elicotteri sulla distanza dei 15 e 25 km, raggiungendo i 400,87  km/h (249,09 nodi); un record omologato tuttora mantenuto.

### Il raggiungimento dell'operatività

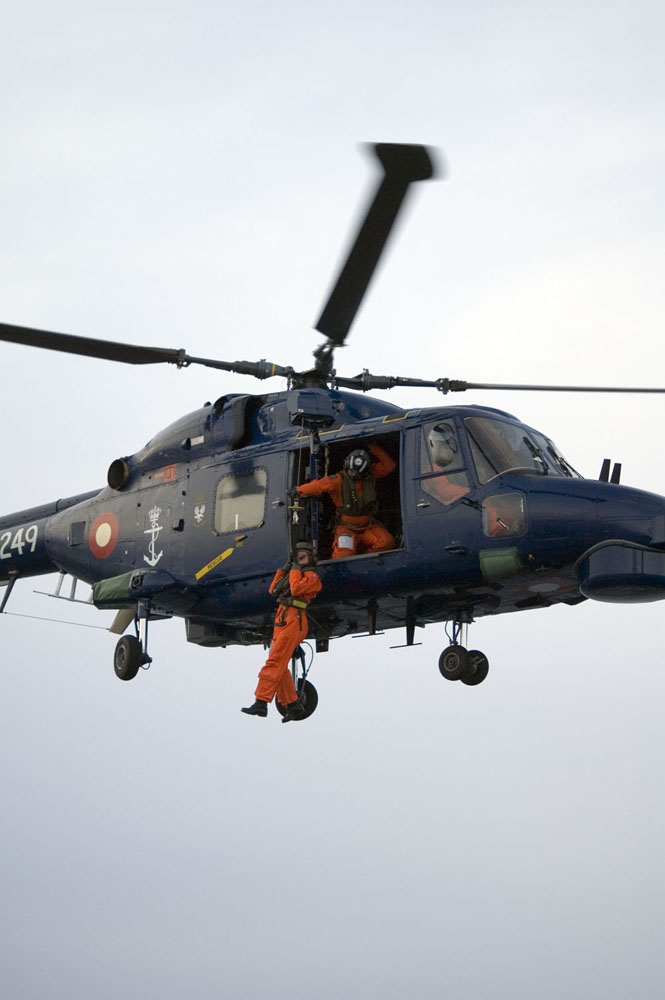
Un'operazione di recupero con il verricello da parte di un Lynx danese.

Le tappe dello sviluppo cominciarono ad essere rapidamente raggiunte. Il 31 agosto 1970 un elicottero Scout sperimentale decollò, con un rotore simile a quello del Lynx ma più piccolo, per eseguire i primi test di volo.
L'anno dopo, il 21 marzo 1971, debuttò in aria il primo Lynx. Il motore adattato era per l'epoca il nuovo motore Gem. Questo, prodotto in una prima serie di 50 unità, cominciò a girare al banco nel 1969, ma dimostrò una potenza inferiore rispetto a quanto stabilito in sede di progetto. Venne riprogettato il compressore, ma si aggiunsero problemi di perdite d'olio. Solo nel marzo 1972 venne eseguita la certificazione finale e le 150 ore di una prima estensiva prova finirono per essere completate solo nel gennaio 1973. Solo nel 1975 fu disponibile la prima serie di GEM-400, successiva ai GEM-100 e con 1050 hp anziché 900.
Nel frattempo, i 4 prototipi, che per essere facilmente identificati avevano colori diversi (giallo, grigio, rosso e blu) continuavano le prove in volo. Le vibrazioni che si manifestarono resero necessario irrobustire la trave di coda e isolare il sedile del secondo pilota, mentre i tre finestrini laterali vennero sostituiti con uno solo di maggiore grandezza. La stabilità laterale fu di difficile soluzione, e dopo un primo tentativo di correzione con l'adozione di alette ventrali; alla fine il problema venne risolto con una modifica al sistema di pilotaggio assistito AFCS, con accelerometri collegati al funzionamento del rotore di coda.
La struttura a nido d'ape che costituiva le pale del rotore, originariamente in alluminio, venne successivamente sostituita dal nomex per ridurre il rischio di fulmini.
Il programma di sviluppo procedette con ben 13 cellule volanti, configurate in maniera da far fronte ai requisiti dei diversi operatori previsti, inglesi e francesi. Anche come macchina da record, il Lynx si fece notare ottenendo diversi record mondiali, il 20 e il 22 giugno 1972. Le prestazioni registrate includevano una velocità di 321,74 km/h su base di 15 e 25 km e 318,5 km/h su circuito chiuso di 100 km. Si trattava del quinto prototipo, matricola XX 153 e pilotato dal collaudatore Roy Moxam.
La progettazione della macchina dimostrò che essa, nonostante le numerose modifiche di cui aveva bisogno, era capace di una velocità di rollio di oltre 100 gradi al secondo, e sebbene la velocità delle macchine di serie non fosse molto elevata, in picchiata poteva raggiungere i 370 km/h e i 130 km/h all'indietro. I protocolli anglo-francesi prevedevano ancora 300 macchine, di cui 80 alla Francia, mentre il velivolo venne presentato anche all'US Navy come elicottero leggero antisommergibile, per soddisfare la specifica riguardante la nuova macchina LAMPS. Il programma americano da 300 velivoli venne però vinto da una nuova versione del Kaman SH-2 Seasprite, la F.
Il modello base era stato considerato anche per altri operatori come la RAF, con 13 esemplari previsti come addestratori T Mk 4, poi passati all'esercito come normali modelli d'attacco, e la versione da attacco per l'esercito francese, sostituita però dal più economico e di produzione nazionale Gazelle.
Venne prevista anche una versione civile, con un peso al decollo di 4.313 kg e fusoliera allungata di 46 cm, una configurazione a 12 posti, carrello retrattile, motorizzazione americana opzionale e finestrini ingranditi, ma non ebbe seguito.
Le prime macchine export vennero consegnate ai Paesi Bassi, molto interessati a questi velivoli per la marina, ordinando 6 esemplari per il soccorso in mare (SAR) e 10 antisommergibile (ASW), mentre il Brasile richiese altri 9 esemplari ASW.
I primi Lynx avevano un peso massimo al decollo di 4300 kg, 3950 kg per la versione terrestre dell'esercito inglese, ma con l'ordine olandese si giunse a 4700 kg al decollo come peso massimo.
Le macchine olandesi sono state quindi le prime che hanno condotto ad uno sviluppo del progetto, consegnate come Mk 27 e immesse in servizio come SH-14B (ASW) e UH-14A per il SAR. Ma l'SH-14B aveva un sonar Alcatel a profondità variabile e due siluri, con un peso tipico aumentato da 3266 a 3650 kg. Il necessario aumento di peso ha portato al rinforzo della trasmissione per il nuovo GEM 41-1 da 1120 hp, e questo avrebbe portato alla versione Mk 3 per la Royal Navy.
Il primo Lynx per la Royal Navy, l'HAS Mk 2, arrivò al primo volo il 10 febbraio 1976 e il primo reparto con la macchina, lo Squadron 702, venne ufficialmente costituito nel dicembre 1977. Queste macchine avevano un carrello ruotato con doppia ruota dell'elemento anteriore sterzante, radar Seaspray, molto avanzato per l'epoca e imparentato con il Blue Fox dei Sea Harrier, siluri antisommergibile Mk 44 o 46, e in seguito anche gli Stingray. Vennero costruiti 60 esemplari, assegnati alle fregate della Marina Inglese, nonché ai cacciatorpediniere.
Nel periodo 1982 - 1988 entrarono in servizio 30 HAS Mk 3 nuovi, mentre altri 53Mk 2 vennero convertiti a questo standard. Essi avevano un radome di diversa forma rispetto al tipo originale e motori GEM 42-1 da 1120 shp al posto degli Mk 100: questo permetteva un aumento di pesi di 1000 libbre, 454 kg. Impiegato dagli Squadron 815 e 702, ha dato vita al modello principale per la Royal Navy, con alcune modifiche, come ad esempio i due esemplari destinati alla nave esplorazione polare Endurance già munita di due Westland Wasp ma troppo vecchi per il servizio e i 18 esemplari dotati di protezioni elettroniche aggiuntive con disturbatori radar, usati ai tempi della Guerra del Golfo.

### Descrizione tecnica

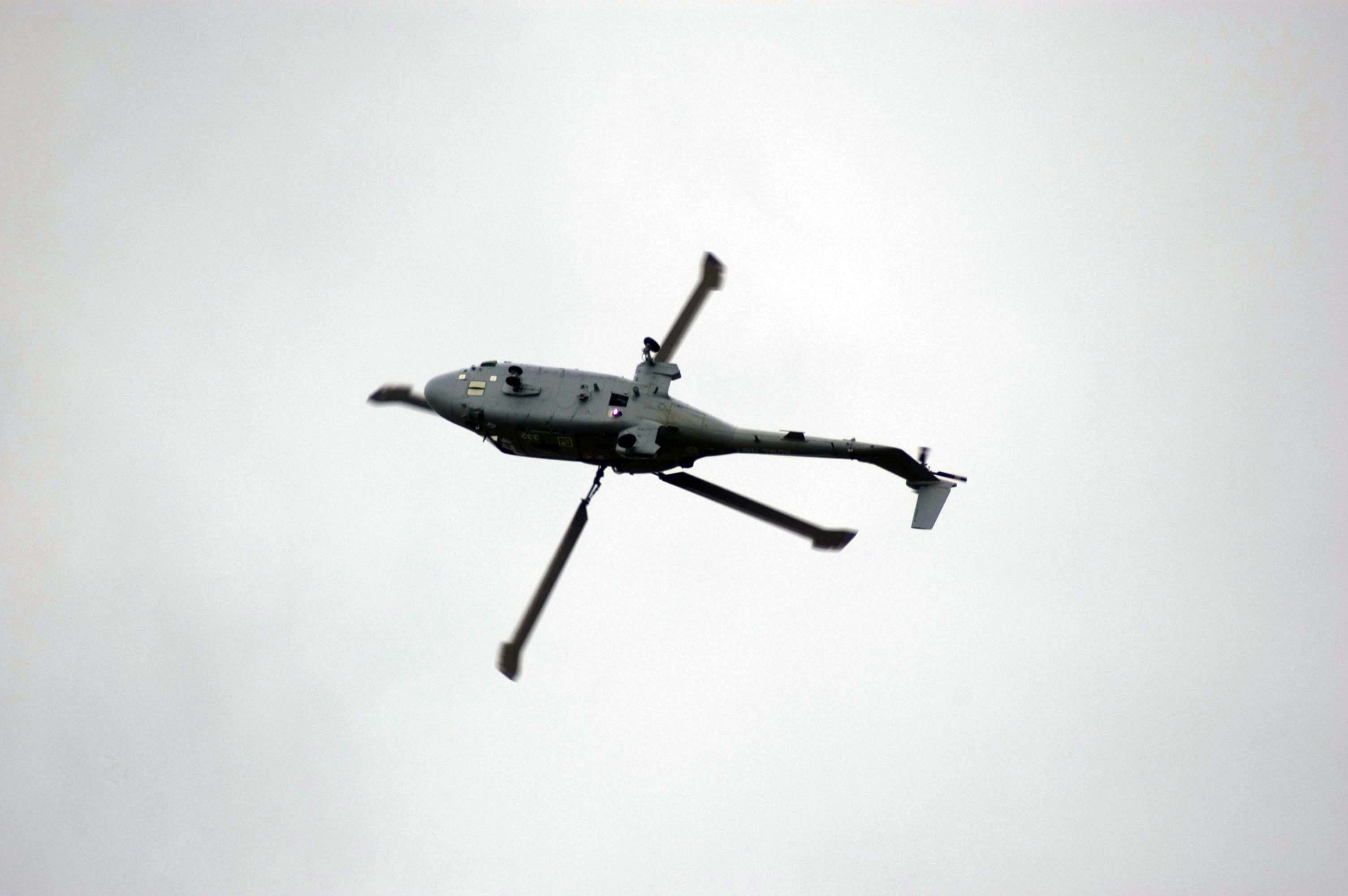
Un Lynx ripreso in volo rovesciato alla sommità di un looping.

Sebbene costruito in pochi esemplari, il Lynx ha avuto numerose versioni, ed è difficile descriverlo senza generalizzarne le caratteristiche. In termini tecnici, il Lynx è un elicottero medio leggero con capacità multiruolo ed equipaggio di 2-3 persone. Ha un rotore speciale, semi rigido con le pale integrate con la testa dell'albero di trasmissione in un pezzo di titanio fuso. La rigidità delle pale è tale da garantire un'eccellente agilità anche in condizioni di volo difficile, come quello rovescio.
Le pale hanno longherone con sezione a "D", con superficie in fibra di vetro e struttura a nido d'ape, prima in alluminio, poi in nomex. La fusoliera è piuttosto piccola, con una notevole compattezza ed un profilo più aerodinamico di quanto sembrerebbe, visto che la parte posteriore termina con un raccordo molto pulito con la coda. Questa è di media lunghezza, spessore anch'esso medio, con un impennaggio di coda verticale che a sinistra ha l'elica anticoppia quadripala, sulla parte superiore, mentre a destra vi è un timone orizzontale.
I motori e la trasmissione sono praticamente incassati nella parte posteriore della fusoliera. Si tratta di due Rolls-Royce Gem che erogano potenze dell'ordine dei 1000 hp, via via aumentate con le versioni dell'elicottero, passate dal peso massimo al decollo di 4300 kg a 6500. Gli scarichi sono dietro i motori, a filo della superficie esterna. I serbatoi sono due posizionati dietro il vano trasporto e due sotto il pavimento dello stesso. Nella parte finale della fusoliera vi sono alcune apparecchiature dell'avionica di bordo e i principali sistemi elettrici.
Il carrello è triciclo anteriore, fisso, con l'elemento sterzante dotato di due ruote.
La parte anteriore dell'elicottero ospita il radar (nel modello navale) e i due piloti, o meglio il pilota e l'operatore elettronico-navigatore, dietro un parabrezza molto caratteristico, in quanto si raccorda in maniera quasi verticale rispetto al muso, che invece è assai appuntito, specie nei modelli terrestri, privi di radar. Vi sono anche trasparenti sul tetto. Da notare che quest'ultimo, le portiere, la coda e altro ancora sono in vetroresina ed altri elementi sintetici piuttosto che in alluminio, utilizzato per la maggior parte della costruzione.
L'equipaggio ha a disposizione i dati del radar Sea Spray, capace di vedere bersagli e oggetti in superficie sull'arco anteriore dell'elicottero; il radar può anche generare impulsi per guidare i missili Sea Skua, che sono presenti come parte dell'armamento di bordo.
L'elicottero ha in genere anche un sonar filabile di vario tipo ed ESM di supporto, talvolta disturbatori ECM per la propria protezione o quella della nave, in funzione di inganno contro i missili antinave.
Il principale sistema d'arma usato è un siluro ASW leggero, in genere l'Mk 46 americano da 45 nodi, 9 km di corsa e 45 kg di testata.
L'armamento principale è il Sea Skua, missile antinave a guida radar semiattiva ottimizzata per il ruolo antinave, in grado quindi di dirigersi verso le onde radar riflesse dal bersaglio. Il missile ha un motore a lunga combustione e non raggiunge velocità supersonica per ottimizzare la gittata. L'elicottero può portarne 4, ma in genere ne ha 2 per migliorare la propria autonomia. Lo stesso vale per i siluri o le cariche di profondità, con un massimo di 2, sistemati ai lati della fusoliera. La combinazione del raggio d'azione maggiore di 15 km e la capacità di lancio da bassissime quote, rende molto difficile abbattere un Lynx prima che attacchi, mentre l'elicottero rappresenta una minaccia anche per grosse navi, grazie ai suoi armamenti.

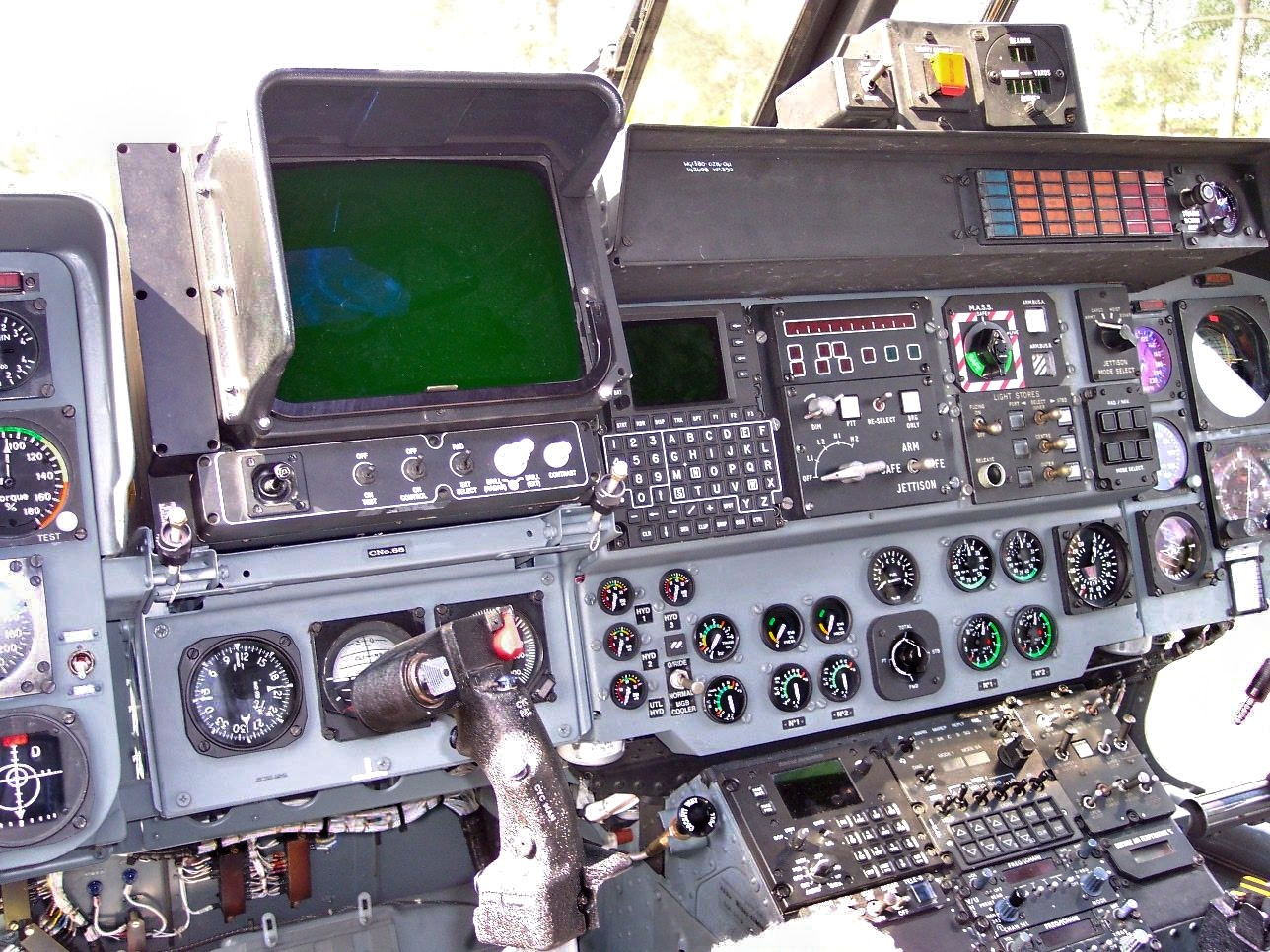
Il pannello degli strumenti di un Lynx tedesco, nel 2005.

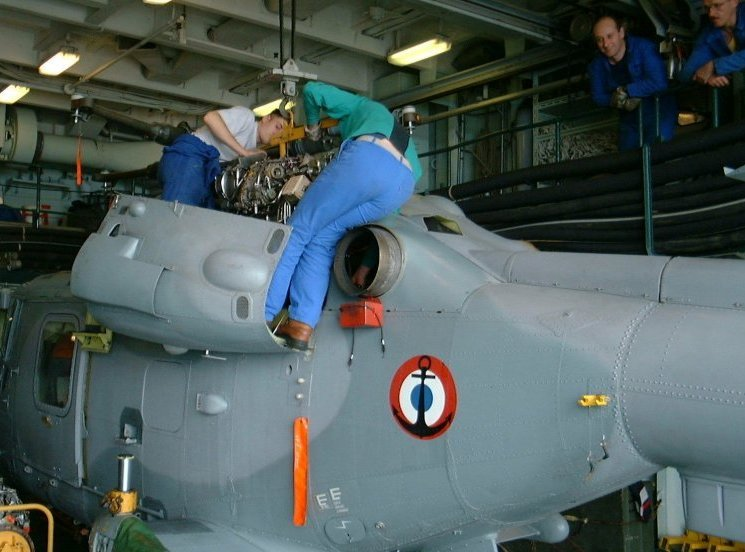
Manutenzione dei motori.

## Impiego

### Guerra delle Falkland
Il Lynx ebbe ben presto modo di mettersi in mostra per la sua efficienza bellica, con il piccolo ma intenso conflitto delle Falkland, in cui vennero usati praticamente tutti gli armamenti inglesi moderni all'epoca disponibili. Subito iniziarono le modifiche per ottimizzare le macchine, presenti con un esemplare o due sulle 2 fregate Type 22, le 6 Type 21, le 4 Type 12 e i 5 caccia Type 42, nonché con l'815° Squadron Sulla Hermes e la Invincibile, le portaerei inglesi fulcro delle operazioni navali della Royal Navy.

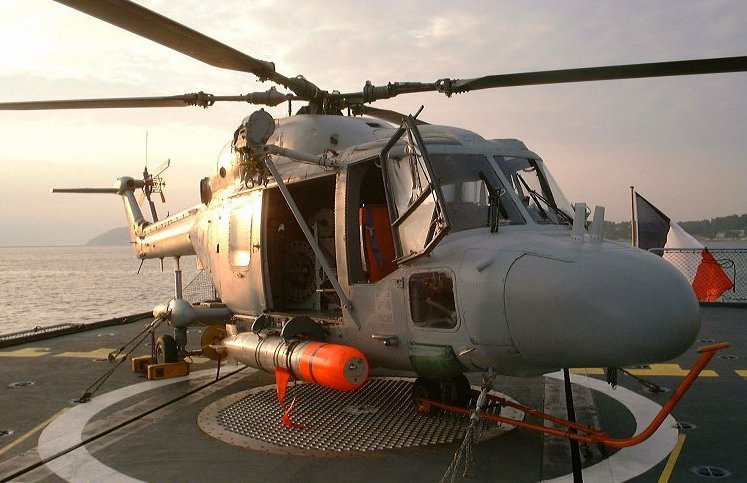
Un Lynx WG13 francese armato di un siluro Mk 46.

Essi ebbero le seguenti modifiche: la rapida installazione delle predisposizioni per missili antinave Sea Skua, ancora in fase sperimentale, una mitragliera laterale da 7,62 mm (dopo aver considerato anche la presenza di un cannone da 20) installata su 14 apparecchi, e in 9 esemplari ebbero un impianto di ricerca magnetico MAD. Vennero installati anche apparati elettronici di difesa, non per gli elicotteri ma per le navi. Questi sistemi erano ottimizzati contro i missili Exocet, che erano ben conosciuti dagli inglesi visto che li usavano, ma che erano anche la principale arma della Marina Argentina, impiegata su un incrociatore, due cacciatorpediniere missilistici, alcuni cacciatorpediniere modificati, tre corvette e i caccia Super Étendard. Questo apparato si vedeva bene perché la scatola era sistemata sopra il muso, dandogli un aspetto sgraziato.
I Lynx ebbero modo di eseguire oltre 1800 sortite, per un totale di oltre 3000 ore di volo, e il 3 maggio, durante un ingaggio notturno, vennero impiegati i missili per la prima volta. Due corvette di vecchio tipo argentine, la Somellera e la Sobral, unità da 800 tonnellate ex americane, dal 1972 cedute agli argentini, spararono contro un elicottero Sea King costringendolo ad allontanarsi fino a 15 km di distanza per sicurezza. L'elicottero non aveva il radar in funzione ma era impegnato in una ricerca ASW e vista l'oscurità non avrebbe certamente notato queste 2 navi, che dal loro canto, tutt'altro che idonee a compiti di prima linea, erano alla ricerca dell'equipaggio di un bombardiere Canberra abbattuto il 1º maggio.
Non vi sarebbe stato modo di far intervenire i Sea Harrier, data la mancanza di visibilità per usare le bombe, e quindi l'elicottero Sea King richiese l'intervento di due Lynx dei cacciatorpediniere Coventry e Glasgow, che spararono i loro 4 missili contro la Alferez Sobral, causando 7 vittime e la distruzione della plancia. Non è mai stato chiarito cosa successe alla Commodoro Somellera, data per affondata, ma in realtà uscita indenne dall'attacco.
Altri 4 missili vennero lanciati contro la Rio Carcaranha, una nave ausiliaria che venne danneggiata dai Sea Harrier con i cannoni e che poi venne abbandonata dall'equipaggio. Era il 15 maggio 1982 quando si presentarono 2 Lynx che lanciarono 3 missili, tutti a segno. Dopo qualche giorno, un altro venne sparato contro il relitto della nave.
Un Lynx imbarcato sul cacciatorpediniere Cardiff venne attaccato da una coppia di IAI Dagger argentini che eseguirono ripetuti passaggi, ma nonostante il fatto che sul mare gli elicotteri non abbiano i classici appigli tattici dietro cui rifugiarsi, l'agilità e le piccole dimensioni della macchina le consentirono di salvarsi dall'attacco.
Gli elicotteri imbarcati sulle Ardent, Coventry e Atlantic Conveyor vennero invece distrutti assieme alle loro navi, mentre il velivolo sulla Broadsword ebbe il muso distrutto dall'impatto di una bomba che però non esplose.
I Lynx parteciparono anche all'attacco allo sfortunato sommergibile Santa Fe, con un siluro sganciato da una macchina impegnata contro di esso, il quale però non riuscì ad acquisire il bersaglio in quanto il sottomarino era emerso, cosa che confondeva il sonar del siluro con il rumore di fondo delle onde.

### Aggiornamenti ulteriori

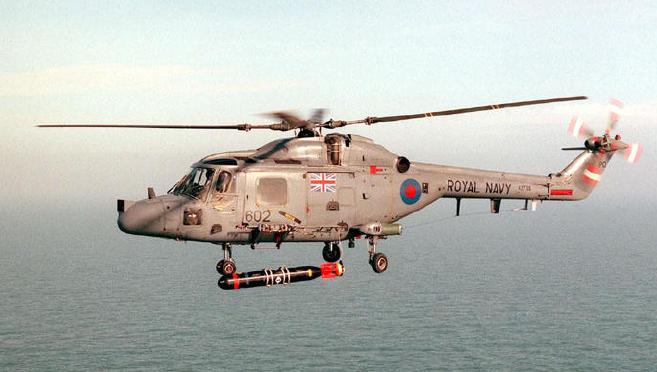
Lynx Mk3 della Royal Navy lancia un siluro Stingray.

Con gli anni ai Lynx sono stati apportati molti aggiornamenti, come l'introduzione del missile Sea Skua, ma anche il nuovo siluro antisommergibile "intelligente" di terza generazione, lo Stingray ("razza"), con capacità di ricerca e attacco molto superiori ai primi tipi di siluri come gli Mk 44, ma anche gli Mk 46, con i quali condivide la velocità massima di 45 nodi ufficialmente dichiarati, con una maggiore profondità di operazioni (800 m anziché 450) ed una testata a carica cava molto più distruttiva contro i doppi scafi dei sottomarini sovietici.
Nel 1987 era chiaro che il nuovo elicottero EH-101 era troppo costoso e grosso per sostituire il Lynx e così una parte di questi venne portata al nuovo standard HAS Mk 8. Questo è un modello di notevole evoluzione rispetto all'originale, dotato di motori GEM 42-200 potenziati e pale del rotore interamente in compositi. Ha una dotazione elettronica superiore, con una torretta sistemata sopra il muso ospitante una camera termica Sea Owl, con ingrandimento 5 o 30x e capacità di movimento +20/-30 gradi e direzionalmente di 120 gradi per lato.
Vi è un MAD interno ed una centrale di comando tattico avanzata, un sistema ESM e altre apparecchiature moderne; 14 esemplari vennero ordinati nel 1987, a cui sono seguiti altre 31 per un totale di 44, modificati progressivamente ed entrati in servizio con lo Squadron 815 per la valutazione operativa e il 702 per il servizio attivo, rispettivamente nel 1994 e 1996. Nel frattempo i Lynx continuavano la loro carriera bellica come durante l'operazione Desert Storm del 1991, dove impiegarono in maniera massiccia, operando da varie navi inglesi, i missili antinave.
Il loro primo intervento fu contro due piattaforme petrolifere, aiutati anche dai missili Hellfire lanciati dagli elicotteri leggeri OH-58 Kiowa americani. Dopo questa azione condotta nella notte tra il 18 e il 18 gennaio, ne arrivò un'altra il 19 gennaio, quando attaccarono una flottiglia di navi irachene uscite in massa dal loro porto, forse per tentare un'azione di alleggerimento o la fuga in Iran. In tutto vennero accreditati di 4 affondamenti e vari danneggiamenti con i missili Sea Skua, che vennero usati ancora l'8 febbraio contro 5 navi; in tutto vennero lanciati non meno di 21 missili.
Nell'ambito dello Squadron 847 vengono usati anche 6 Lynx AH Mk 7 per il supporto ai Royal Marines, armati di missili TOW.

### In Francia
Nel frattempo, in Francia il Lynx era usato dalla Marine nationale ma non da altri servizi. Essa avrebbe dovuto comprare 80 elicotteri, ma i tagli e la concorrenza con l'ottimo Dauphin ha ridotto il totale ad appena 40.
I primi esemplari della versione francese vennero consegnati sotto forma di due prototipi già nel 1973, a Marignane, da cui svolsero operazioni di valutazione operativa.
Nel 1978 la squadriglia L20S ricevette la prima macchina di serie delle 26 Lynx HAS.2(FN), che hanno operato e operano a bordo di navi come cacciatorpediniere e fregate. A queste macchine sono seguite 14 Lynx HAS.4, o meglio il loro equivalente francese, con motori GEM 41-1 e trasmissione potenziata. In termini temporali, la prima fornitura è datata 1978-80, la seconda entro il 1983. Queste macchine erano dotate di sensori più semplici e non hanno mai ottenuto alcune armi molto specifiche come i missili AS.15 equivalenti dei Sea Skua e come questi, destinati a sostituire i vecchi AS.12.
La dotazione comprendeva un radar di ricerca ed un sonar filabile Alcatel, ma anche siluri Mk 44 o 46 e missili AS-12. La dotazione attuale dei Lynx francesi è di un radar di ricerca Omera-Segid ORB-31, un radar di navigazione doppler, un sonar Alcatel DUAV-4, un paio di lanciatori di bengala Alkan SAphir a 16 cartucce e altro ancora. Siccome i missili AS.12 sono stati eliminati negli anni '90, anche il visore per il pilota APX-M335 stabilizzato con 4 o 8 ingrandimenti è stato eliminato dal tetto della cabina.

### Il Lynx del British Army

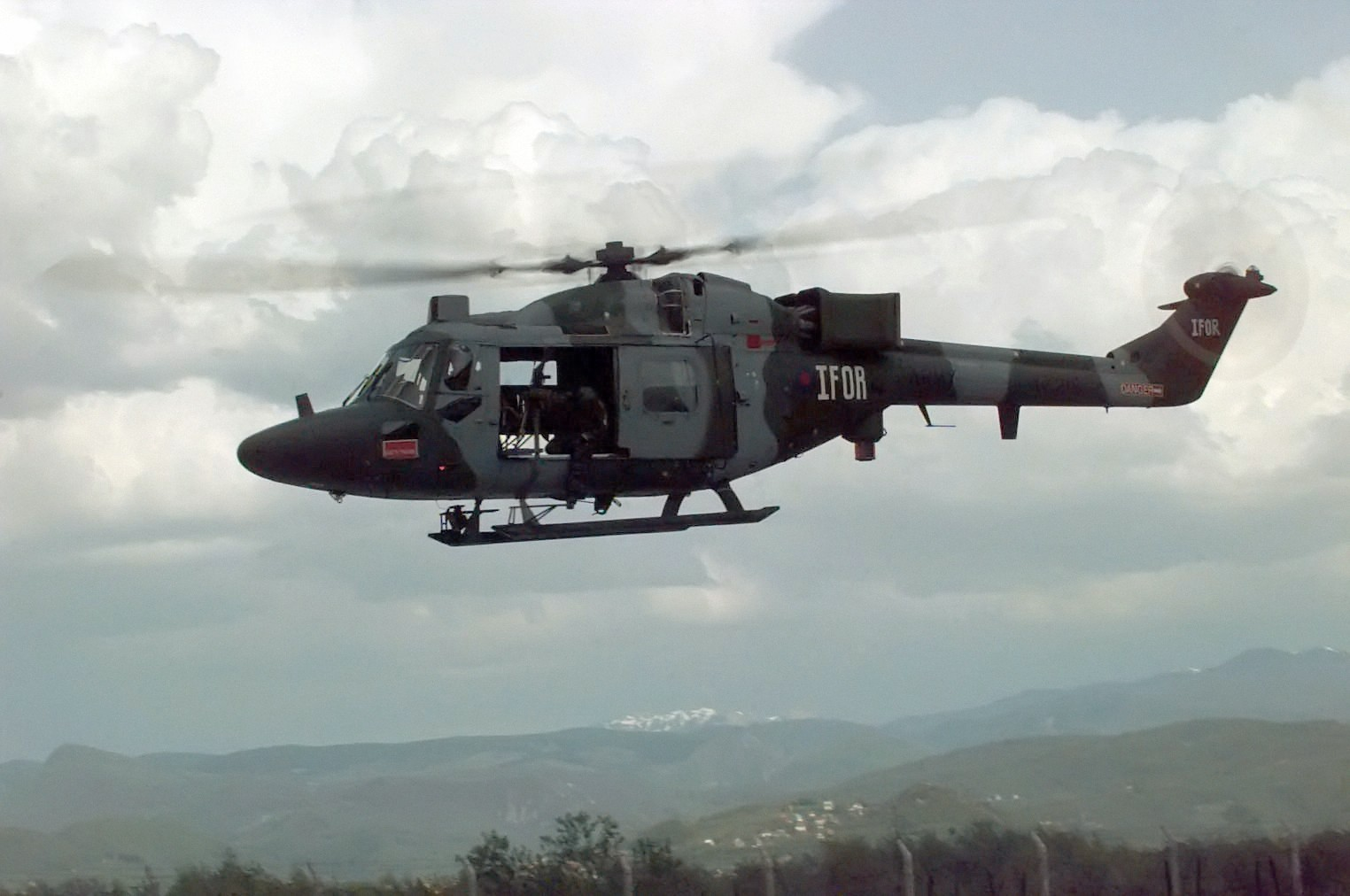
Un Lynx del British Army schierato nella ex-Jugoslavia durante la missione IFOR.

Nel frattempo il Lynx veniva impiegato anche da terra con il British Army, che con la specifica GSOR 3335 richiedeva una macchina capace di trasportare a 178 km/h due piloti e 7 soldati equipaggiati, ma capace anche di svolgere azioni armate, ricognizione, posto di comando volante e così via. Doveva entrare in servizio nel 1972, ma la produzione partì solo 5 anni dopo, anche se subito dopo, nell'agosto 1978, arrivò il primo esemplare di serie ai reparti.
I Lynx terrestri sono macchine molto meno simili a quelle navali di quanto non si creda. Hanno un più leggero pattino anziché il carrello (quindi sono abbastanza simili agli Huey americani), non hanno le modifiche necessarie per la navalizzazione, il radar di ricerca e altro ancora, per cui il peso è ridotto a 3950 kg, 400 in meno del modello HAS Mk 2.
L'HA Mk 1 è stato prodotto in 113 esemplari e 60 di questi hanno ricevuto i missili TOW e due lanciatori quadrupli, con visore diurno montato sopra la cabina. Essi avevano anche lo spazio per trasportare, se necessario, missili di riserva, potendo comunque disporre del vano di trasporto truppe.
La loro carriera ha visto una serie di aggiornamenti allo standard Mk 7, passando per i 5 Mk 5 prodotti come macchine intermedie.
Gli Mk 7 hanno una serie di modifiche come i motori GEM 42 ed un rotore di coda più grande e caratterizzato da una rotazione invertita. A partire dal 1986 103 esemplari Mk 1 e Mk 1 TOW, nonché tutti gli Mk 5, furono portati a questa configurazione. Altre 10 macchine sono state invece prodotte fin dall'inizio in questo modello. La versione in parola aveva la predisposizione per i TOW come armamento standard.
Come trasporto truppa, il Lynx poteva portare una squadra di fanteria, oppure 1300 kg di carico utile, oppure armi come i TOW; 24 esemplari vennero usati nel Golfo, dotati di filtri antisabbia, dove operarono senza perdite durante il 1990-91.
I Lynx AH Mk 9 sono invece la versione definitiva del modello, con il primo esemplare che decollò nel 1989 e produzione dal 1990, per un totale di 16 macchine di nuova produzione e altre trasformate dalla Mk 7. Hanno prestato servizio come supporto logistico e trasporto leggero, ma privi di missili TOW che si supponeva sarebbero stati sostituiti con gli elicotteri Apache comprati come successore specializzato, che però è diventato operativo pienamente solo nel 2004. Essi hanno varie modifiche, soprattutto il carrello triciclo che consente di rullare a terra e di assorbire meglio gli urti.

## Super Lynx
Il Super Lynx 300, con motori LHTEC CST-800-4N, più potenti del 32% rispetto ai Gem 42, 1267 shp, in emergenza 1620 per 30 minuti, ha incrementato di molto le prestazioni generali, nonostante un peso massimo al decollo di 5300 kg. Esso ha una dotazione avionica con 6 schermi LCD di presentazione dati della Smith Industries, che permettono di visualizzare i dati di volo e del motore, vi è un databus MIL-1553B, un sistema avionico costituito da un set completo di sensori.
Tra questi vi è il radar Seaspray con una portata massima strumentale di 240 km e con campo visivo, differentemente dai primi Lynx, di 360 gradi dato lo spostamento della piccola antenna sotto il muso.
Un sensore SEA OWL garantisce portate di scoperta infrarosse di 48 km teoriche, vi è un pod da ricognizione Vinten VIPA 1, un sistema ESM, mappa digitale, sistema DAS di autodifesa elettronica con sensori di rilevamento e disturbo missili e un computer capace di memorizzare e visualizzare fino a 500 bersagli contemporaneamente. La sua dotazione comprende anche un sistema AFCS di controllo del volo, pale composite per il rotore di nuova generazione ed una serie di sistemi, come il sonar filabile AQS-18, verricello di salvataggio da 272 kg e altre attrezzature, missili Sea Skua, siluri Stingray, mitragliatrici e altro ancora. Il suo ruolo principale è soprattutto quello di attacco antinave, per cui la ricerca antisommergibile è un aspetto relativamente secondario, come in genere accade per i Lynx.
L'elicottero è stato ordinato in 6 esemplari Mk.100 dalla Malaysia nel 1999, consegnati entro il 2004 dietro pagamento di 100 milioni di sterline. Lo Squadron 501 sulla base di Lumut li ha immessi in servizio ufficialmente nel 2004 e sono destinati soprattutto alle due fregate classe Lekiu.
La marina Tailandese ha emesso nel 2001 un altro ordine per 2 esemplari per un valore di 25 milioni di sterline; il primo elicottero decollò nel 2004 ed entrò in servizio nel 2005.
L'Oman, paese molto meno importante in ambito navale, ha apprezzato le capacità antinave degli elicotteri di questo tipo e ha posto un ordine di ben 16 macchine, che sono basate prevalentemente a terra con il 14 e 16 Squadron. Possono operare anche a bordo delle corvette classe Qahir.
Il Super Lynx 300 ha posto le basi per un altro sviluppo, quello di una macchina che succedesse ai Lynx 7 e 9. Ancora una volta (la quarta) si è pensato di non acquistare elicotteri nuovi ma di ricostruirne 100 al nuovo standard, con nuovi sistemi di autoprotezione, motori CTS800, sistemi di presentazione dati digitali con il "glass cockpit" a schermi liquidi o CRT. Esso ha dovuto rispondere a varie specifiche, come la BLUH, la SCMR,e la SABR. I tagli di spesa intravvenuti hanno peraltro complicato il programma degli elicotteri inglesi, e mettendo in campo la possibilità che anche nel Regno Unito, almeno per quello che riguarda l'esercito, possa esservi la sostituzione con il nuovo e più potente NH90, cosa che è possibile visto che la SABR riguarda la necessità di sostituire anche gli elicotteri Puma da trasporto medio, i più simili agli NH90.

## Il Lynx da record
Il Lynx è stato fin dal passato un elicottero molto popolare per le sue prestazioni in volo. Già dal 1972 ottenne 2 record di velocità, entrambi raggiunti per mezzo del modello Mk.1;
- Il 20 giugno mantenne i 321,74 km/h (199,9 mph) lungo un percorso di 15 km a Yeovil (UK).
- Il 22 giugno mantenne i 318,50 km/h (197,8 mph) lungo un percorso di 100 km a Princes Place, Dorset (UK).

L'11 agosto 1984, volò per 15 km alla velocità di 400,9 km/h (249,1 mph) battendo ogni record e mantenendo il record stesso per ben 24 anni.
Solo il 15 settembre 2010, il prototipo Sikorsky X2 ha raggiunto i 463 km/h (287, 6 mph), battendo sulla velocità il Lynx.

## Esportazioni

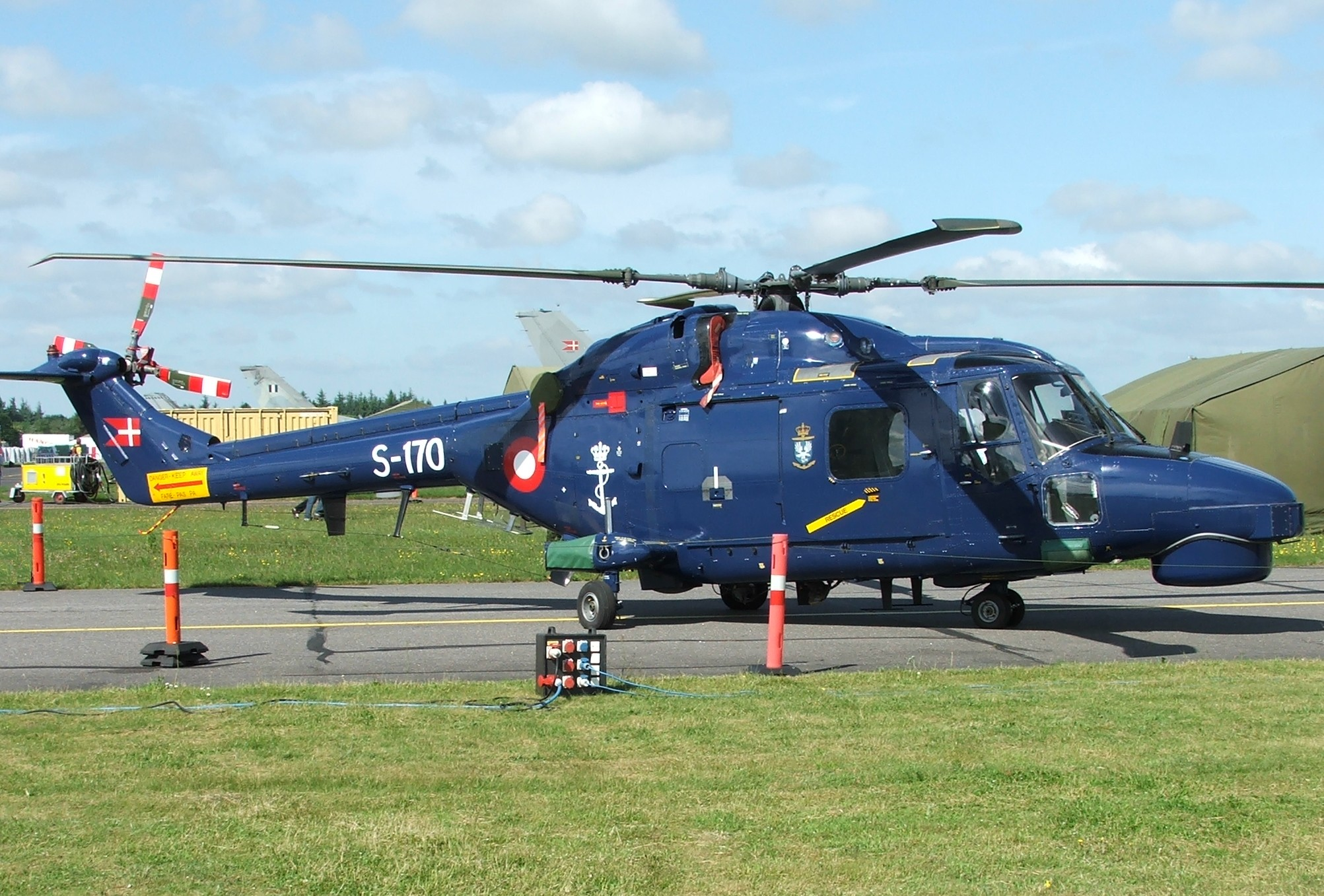
Lynx danese in livrea blu notte.

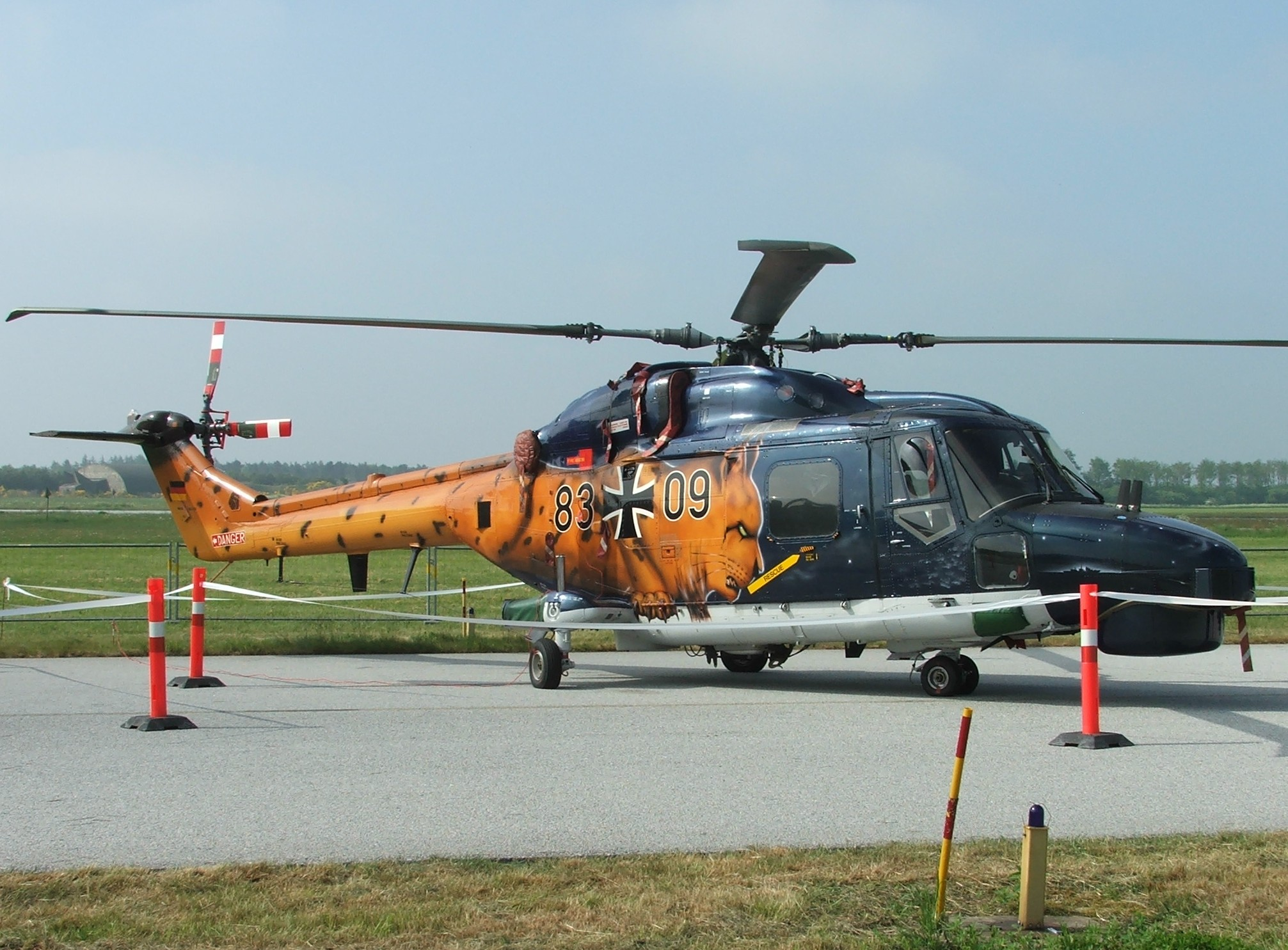
Lynx Mk.88 tedesco della Bundesmarine.

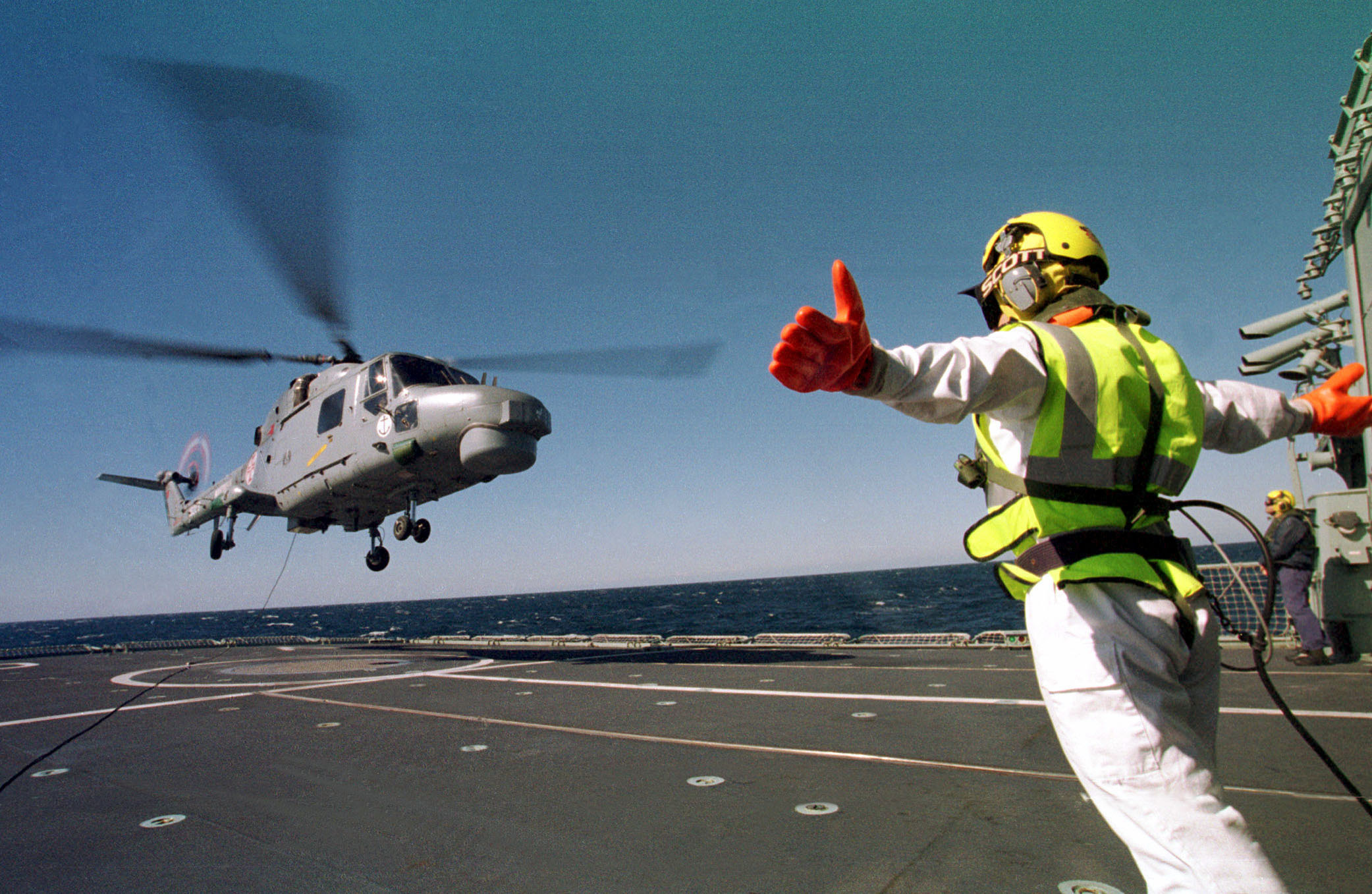
Lynx portoghese in atterraggio su una fregata della classe Vasco De Gama.

Il Lynx, a differenza di quanto accaduto per le versioni navali, non ha avuto successo di esportazioni nelle versioni terrestri, nonostante le buone qualità.
Il progetto WG.30, che si rifaceva alla meccanica del Lynx, aveva una nuova e capace fusoliera, il cui volume di carico era aumentato da 5,21 a 12,03 m³, con la possibilità di ospitare fino a 17 passeggeri.
L'India aveva manifestato interesse, ma alla fine questa versione civile e militare del Lynx, dotata di motori GEM 41, non ha avuto seguito.
In ambiente navale, invece, le cose sono andate diversamente. I Lynx sono macchine piccole e molto compatte e il costo maggiore per ottenere questa riduzioni di ingombri è più tollerato in caso di utilizzo navale, specie se per equipaggiare piccole fregate. Per questo impiego, il competitore in quegli anni era l'AB-212 ASW, versione navale del progetto Bell 212, sviluppata Agusta. Essa però, per quanto ben equipaggiata come avionica, ha una velocità massima di meno di 200 km/h, non ha la coda ripiegabile e l'agilità non è elevata. Le dimensioni sono di 17,4 m lunghezza incluso il rotore, e 4,53 m per l'altezza. Il Lynx invece ha 15,16 m di lunghezza e 3,6 m di altezza e la coda è ripiegabile, come ovviamente anche le pale dell'elica.
Queste e altre caratteristiche, proprie di una macchina di nuova generazione, gli hanno dato un notevole successo, con molti ordini da parte di vari operatori. Tra gli altri clienti, il Qatar e l'Argentina li hanno ritirati dal servizio da qualche tempo, mentre la Danimarca (almeno 8 esemplari) e la Germania (22 più altri 7 ordinati di recente) li hanno aggiornati a standard noti come Super Lynx Mk 100 o di altri modelli; infine il Portogallo ne ha ricevuti, per le fregate MEKO 200, 5 già allo standard di questo livello.
L'elenco degli utenti e delle versioni è il seguente:
- HA. Mk 1: 113 per il British Army, missili TOW usati su 60 esemplari, chiamati poi HA.Mk 1 TOW; in servizio dal 1978.
- HAS.Mk.2: 60 per la Royal Navy, radar Seaspray, coda ripiegabile, missili e siluri ASW; in servizio dal 1977. 26 Mk.2FN per la Marine Nazionale, con radar OMERA Segid ORW 31, sonar filabile Alcatel e altre modifiche, senza la possibilità di usare i missili Sea Skua. Entrata in servizio dal 1978 circa.
- HAS.Mk 3: 30 esemplari di nuova costruzione e 53 ottenuti dalla modifica di tutti gli HAS.Mk 2 superstiti, con motori potenziati. Dal 1982 in fase di consegna. Si riconosce per il radome del radar di forma modificata.
- HAS.Mk 4 FN: 14 esemplari per la Marine Nazionale, con una equivalenza alla Mk.3 inglese.
- HA.Mk.5: 5 per il British Army.
- HA.Mk 7: queste macchine sono una modifica delle AH.Mk1 (103), 4 Mk.5 e 10 di nuova produzione, armati o armabili tutti con missili TOW.
- HAS.Mk 8: macchine ordinate nel 1987 come aggiornamento dell'Mk.3, con tutti i velivoli del tipo Mk.3 via via modificati a questo standard, poi chiamati HMA.Mk 8. Radar sotto il muso con scansione sui 360 gradi, sistema termico SEA HOWL di visione e identificazione, MAD, sistema tattico di controllo ed elaborazione.
- HA.Mk. 9: elicotteri derivati dalla modifica degli HA.Mk 7 a partire dal 1991, senza missili TOW ma con carrelli a ruote come il modello navale.

## Utilizzatori

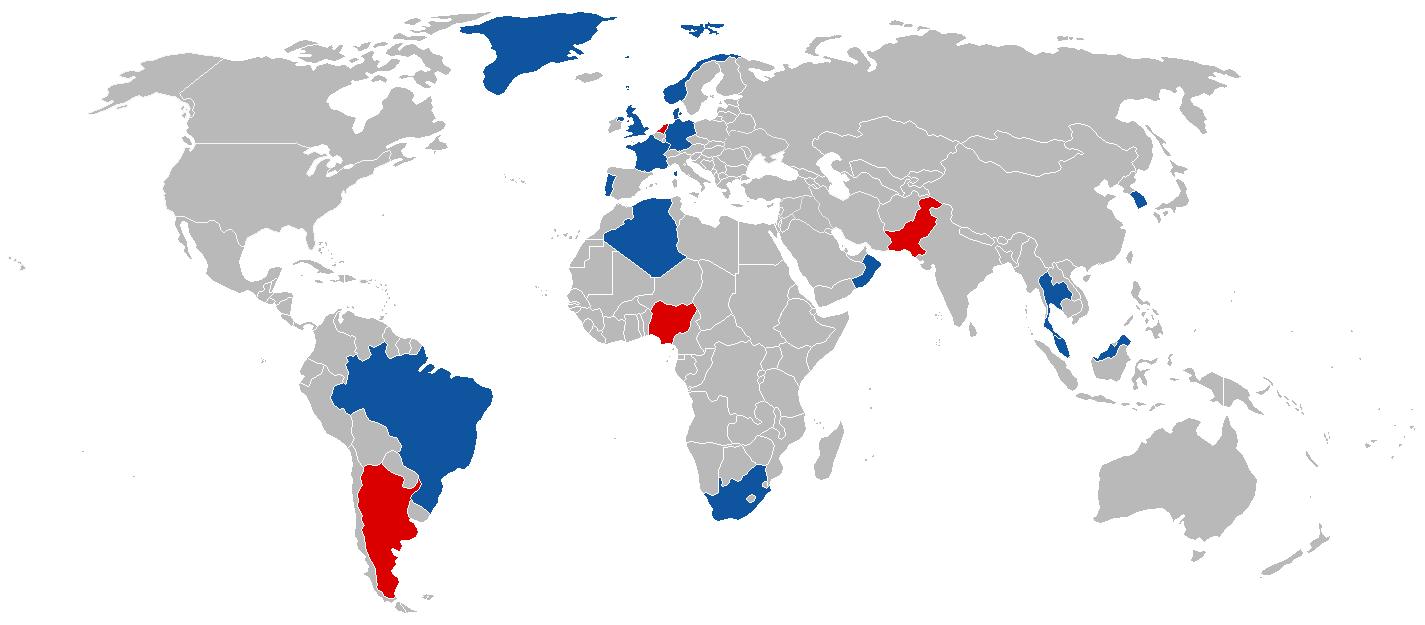
Mappa degli utilizzatori. In blu gli attuali utilizzatori, in rosso gli ex-utilizzaotori.

### Militari
Algeria

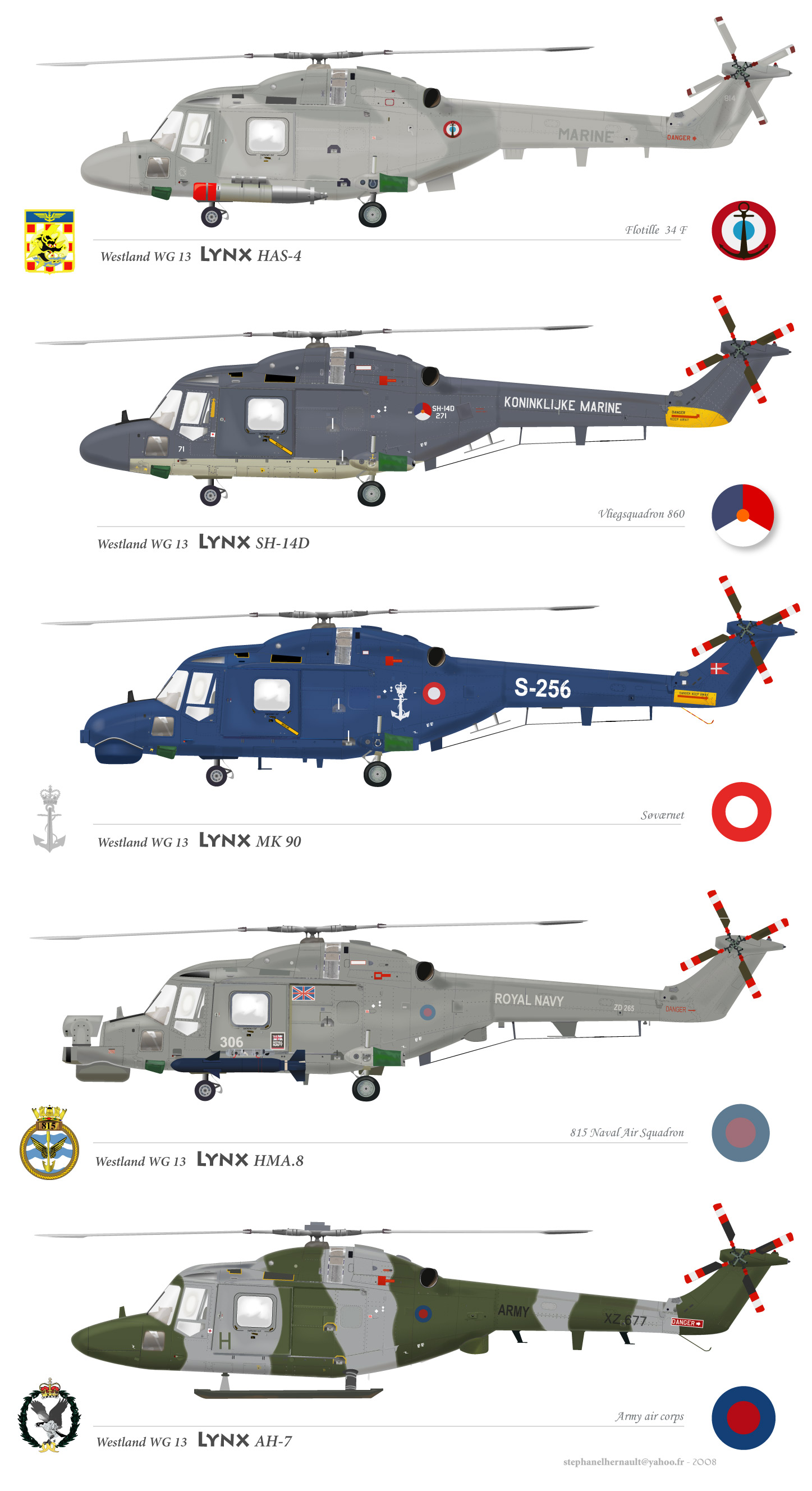
Westland Lynx

- Al-Quwwat al-Jawwiyya al-Jaza'iriyya

A luglio 2015 risultano in servizio 4 Super Lynx 300 in cogestione con la marina.
 Argentina
- Aviación Naval[25]

2 Lynx Mk.23 in servizio dal 1978, uno dei quali è andato perso in un incidente nel maggio 1982, l’altro fu ritirato e successivamente venduto alla Aeronautica danese.
 Brasile
- Marinha do Brasil[27]

Dei 9 Mk-21 consegnati nel 1977-78, 5 sono stati aggiornati come Mk-21A. Dei 9 Super Lynx 100 consegnati nel 1996-1997, 8 sono stati portati ad uno standard simile al "300". 5 Lynx Mk-21A ed 8 Super Lynx 300 in servizio al maggio 2017. 8 AH-11A sono stati aggiornati da Leonardo allo standard AH-11B, nell'ambito di un contratto del 30 giugno 2014 del valore di EUR117 milioni (USD145 milioni), e l'ultimo AH-11B sarà consegnato a dicembre 2020.
 Corea del Sud
- Daehanminguk Haegun

12 Mk.99 e 13 Mk.99A ricevuti tra il 1990 e il 2000, due esemplari persi (un Mk.99 e un Mk.99A).
 Danimarca
- Flyvevåbnet[27]

8 Lynx Mk.90B in servizio dal 1980 al 2017, i cui ultimi esemplari sono stati ritirati a dicembre 2017. 1 Lynx Mk.23 fu acquistato di seconda mano dall'Aviazione navale argentina.
 Francia
- Marine nationale

40 tra Lynx HAS Mk-2 (FN) e HAS Mk-4 (FN) in servizio dal 1979 al 4 settembre 2020.
 Germania
- Deutsche Marine[27]

19 Lynx Mk. 88 ricevuti a partire dal 1981. Ulteriori 7 Super Lynx Mk. 88A acquistati nel 1996, standard a cui sono stati aggiornati 17 dei primi esemplari consegnati.
 Malaysia
- Tentera Laut Diraja Malaysia[27]

6 Super Lynx 100 ricevuti tra il 2003 ed il 2004, e tutti in servizio all'ottobre 2018.
 Nigeria
- Nigerian Navy[44]

 Norvegia
- Kongelige Norske Luftforsvaret[27]

 Oman
- Al-Quwwat al-Jawiyya al-Sultaniyya al-'Umaniyya[27]

 Paesi Bassi
- Koninklijke Marine sostituiti dagli NHIndustries NH90[45]

 Pakistan
- Pak Bahr'ya[46]

 Portogallo
- Marinha de Guerra Portuguesa[27]

2 Lynx HAS Mk.3 ex Royal Navy ricevuti a partire dal 1993, più 3 Lynx Mk.95A nuovi ricevuti successivamente. Tutti e 5 gli elicotteri, a partire dal 2016 sono sottoposti ad un programma di aggiornamento che comprende anche la sostituzione dei motori Rolls-Royce Gem 42 originali con i più potenti LHTEC CTS800-4N. Il primo esemplare aggiornato è stato riconsegnato il 9 ottobre 2020.
 Regno Unito
- British Army[27]

113 AH.1/5/7/9 in servizio dal 1978 al gennaio 2018, con gli ultimi 22 AH.9 ritirati.
- Royal Navy[27]

60 HAS.2 e 30 HAS.3 ricevuti.
 Sudafrica
- South African Navy[27]

 Thailandia
- Kongthap Ruea Thai

2 Super Lynx Mk.110 consegnati a partire dal 2004.